# Dark
Dark és una sèrie alemanya de ciència-ficció creada per Baran bo Odar i Jantje Friese. És la primera sèrie original de Netflix en alemany i debutà al servei de streaming de Netflix l'1 de desembre de 2017. La primera temporada va rebre comentaris majoritàriament positius per part de la crítica. Ha estat repetidament comparada i contrastada amb Stranger Things, una de les sèries de més renom de la plataforma, tot i que també s'ha reiterat en diverses ocasions que no són exactament el mateix per moltes similituds que comparteixin.
La segona temporada de la sèrie fou aprovada per Netflix i la producció començà l'any 2018. Aquest fet es deu a la bona recepció que va tenir la sèrie, el que va permetre als creadors de la sèrie poder arribar a un acord amb Netflix per a crear nous projectes. La bona recepció no va ser només per part del públic alemany, sinó que també per part del públic internacional, i és que més del 90% de l'audiència és de fora d'Alemanya.

## Argument
A la petita i fictícia localitat alemanya de Winden, un seguit de nens són víctimes de diverses i inexplicables desaparicions, les quals treuen a la llum les fracturades relacions, dobles vides i passats obscurs de quatre famílies que viuen al poble, a la vegada que revelen un misteri que abasta fins a tres generacions anteriors. La sèrie segueix la vida de Jonas Kahnwald, un adolescent que lluita per fer front al recent suïcidi del seu pare; Ulrich Nielsen, policia de professió, el germà del qual va desaparèixer fa més de tres dècades; i la cap de policia Charlotte Doppler.
La història comença l'any 2019, Michael Kahnwald es suicida i deixa una carta dirigida a la seva mare, Ines. La ciutat de Winden presenta un nou desaparegut a la ciutat, Erik, del qual no se'n sap res. Però tot canvia a partir d'un punt inesperat de la trama, Mikkel, el fill més petit de la família Nielsen desapareix de la ciutat sense deixar rastre. A partir d'aquí es comença a investigar aquest succes, ja que el seu pare forma part del cos policial. En aquest moment es descobreixen altres desaparicions anteriors els secrets de cada família que venen dictats de generacions del passat
També inclou trames argumentals que ocorren els anys 1986 i 1953 gràcies a viatges a través del temps, ja que certs personatges de les famílies protagonistes de la sèrie es van adonant de l'existència d'un forat de cuc a la cova situada sota de la central nuclear local, dirigida per la influent família Tiedemann. Durant la primera temporada, es comencen a revelar secrets sobre les famílies Kahnwald, Nielsen, Doppler i Tiedemann, i les seves vides comencen a enfonsar-se mentre que l'espectador es va adonant de les proves dels vincles que existeixen entre la desaparició dels nens i la història del poble i els seus ciutadans. Resumidament, es pot afirmar que tota la sèrie gira al voltant del concepte del temps i de la complexitat del mateix. Una demostració de l'anterior afirmació és la misteriosa frase que es repeteix constantment al llarg de la sèrie: «La pregunta no és com, sinó quan».
De fet, aquesta sèrie destaca per la complexitat argumental de la trama, la qual és causada pels múltiples viatges en el temps i la gran quantitat de personatges i actors que hi apareixen. Per aquesta complexitat l'espectador ha de d'estar constantment atent quan mira la sèrie i ès fàcil perdre el fil argumental de la història.

## Elenc i personatges
La primera entrega d'aquesta sèrie té lloc principalment l'any 2019, però inclou històries ambientades als anys 1986 i 1953, amb personatges representats a diverses edats per diferents actors.

### Família Kahnwald
| Personatge                              | Descripció                                                                                      | Actor (2019)                                                 | Actor (1986)                                      | Actor (1953)          |
| --------------------------------------- | ----------------------------------------------------------------------------------------------- | ------------------------------------------------------------ | ------------------------------------------------- | --------------------- |
| Jonas Kahnwald                          | Un estudiant de secundària que lluita per fer front al recent suïcidi del seu pare              | Louis Hofmann (també apareix en la trama argumental de 1986) | -                                                 | -                     |
| Michael Kahnwald                        | És el pare d'en Jonas. Artista de professió, l'escena del seu suïcidi és la que inicia la sèrie | Sebastian Rudolph (de)                                       | Daan Lennard Liebrenz (de) (vegeu Mikkel Nielsen) | -                     |
| Hannah Kahnwald (nascuda Hannah Krüger) | Mare de Jonas, és terapeuta de massatge                                                         | Maja Schöne (de)                                             | Ella Lee (de)                                     | -                     |
| Ines Kahnwald                           | Mare adoptiva de Michael, infermera                                                             | Angela Winkler                                               | Anne Ratte-Polle (de)                             | Lena Urzendowsky (de) |
| Sebastian Krüger                        | Pare de Hannah                                                                                  | -                                                            | Denis Schmidt                                     | -                     |
| Daniel Kahnwald                         | Pare d'Ines, cap de la policia de Winden el 1953                                                | -                                                            | -                                                 | Florian Panzner       |

### Família Nielsen
| Personatge        | Descripció                                                                       | Actor (2019)                                                             | Actor (1986)       | Actor (1953)  |
| ----------------- | -------------------------------------------------------------------------------- | ------------------------------------------------------------------------ | ------------------ | ------------- |
| Martha Nielsen    | Jonas s'enamora d'ella                                                           | Lisa Vicari (de)                                                         | -                  | -             |
| Magnus Nielsen    | Germà de Mikkel i de Martha.                                                     | Moritz Jahn                                                              | -                  | -             |
| Mikkel Nielsen    | Germà petit de Magnus i de Martha                                                | Daan Lennard Liebrenz (de) (apareix també a la trama argumental de 1986) | -                  | -             |
| Ulrich Nielsen    | Marit de Katharina; pare de Magnus, Martha i Mikkel. Oficial de policia.         | Oliver Masucci (apareix també a la trama argumental de 1953)             | Ludger Bökelmann   | -             |
| Katharina Nielsen | Esposa d'Ulrich; Mare de Magnus, Martha i Mikkel. Directora d'escola secundària. | Jördis Triebel                                                           | Nele Trebs (de)    | -             |
| Mads Nielsen      | Germà petit d'Ulrich que va desaparèixer el 1986.                                | -                                                                        | Valentin Oppermann | -             |
| Tronte Nielsen    | Marit de Jana; pare de Mads d'Ulrich.                                            | Walter Kreye                                                             | Felix Kramer (de)  | Joshio Marlon |
| Jana Nielsen      | Esposa de Tronte; mare de Mads i d'Ulrich.                                       | Tatja Seibt (de)                                                         | Anne Lebinsky      | Rike Sindler  |
| Agnes Nielsen     | Mare de Tronte.                                                                  | -                                                                        | -                  | Antje Traue   |

### Família Doppler
| Personatge        | Descripció                                                                            | Actor (2019)                                                     | Actor (1986)           | Actor (1953)                                              |
| ----------------- | ------------------------------------------------------------------------------------- | ---------------------------------------------------------------- | ---------------------- | --------------------------------------------------------- |
| Franziska Doppler | Companya de classe de Jonas, Magnus i Martha. Germana gran d'Elisabeth Doppler        | Gina Stiebitz (de)                                               | -                      | -                                                         |
| Elisabeth Doppler | Germana petita de Franziska la qual pateix sordesa                                    | Carlotta von Falkenhayn (de)                                     | -                      | -                                                         |
| Peter Doppler     | Pare de Franziska i d'Elisabeth; psicòleg de Jonas                                    | Stephan Kampwirth                                                | -                      | -                                                         |
| Charlotte Doppler | Esposa de Peter; mare de Franziska i d'Elisabeth; cap de policia de Winden l'any 2019 | Karoline Eichhorn                                                | Stephanie Amarell (de) | -                                                         |
| Helge Doppler     | Pare de Peter; vigilant de la central durant molt de temps                            | Hermann Beyer (de) (apareix també a la trama argumental de 1986) | Peter Schneider        | Tom Philipp (apareix també a la trama argumental de 1986) |
| Bernd Doppler     | Pare de Helge, fundador de la central nuclear de Winden                               | -                                                                | Michael Mendl          | Anatole Taubman                                           |
| Greta Doppler     | Dona de Bernd i mare de Helge                                                         | -                                                                | -                      | Cordelia Wege (de)                                        |
| H.G. Tannhaus     | Avi de Charlotte, rellotger de professió                                              | -                                                                | Christian Steyer (de)  | Arnd Klawitter                                            |

### Família Tiedemann
| Personatge           | Descripció                                             | Actor (2019)                                               | Actor (1986)           | Actor (1953)        |
| -------------------- | ------------------------------------------------------ | ---------------------------------------------------------- | ---------------------- | ------------------- |
| Bartosz Tiedemann    | Millor amic de Jonas i nòvio de Martha                 | Paul Lux (de)                                              | -                      | -                   |
| Regina Tiedemann     | Mare de Bartosz; gerent d'hotel                        | Deborah Kaufmann (de)                                      | Lydia Makrides         | -                   |
| Aleksander Tiedemann | Pare de Bartosz; director de la planta nuclear el 2019 | Peter Benedict (de)                                        | Béla Gabor Lenz (de)   | -                   |
| Claudia Tiedemann    | Mare de Regina; directora de la planta nuclear el 1986 | Lisa Kreuzer (apareix també a la trama argumental de 1953) | Julika Jenkins         | Gwendolyn Göbel     |
| Egon Tiedemann       | Pare de Claudia; oficial de policia                    | -                                                          | Christian Pätzold (de) | Sebastian Hülk (de) |
| Doris Tiedemann      | Mare de Claudia i dona d'Egon                          | -                                                          | -                      | Luise Heyer         |

### Elenc addicional
- Andreas Pietschmann com a l'Estrany
- Mark Waschke com a Noah
- Lea van Acken com a Noia del futur

### Elenc de suport recurrent
- Nils Brunkhorst (de) com a professor de ciències de secundària el 2019
- Lena Dörrie (de) com Clara Schrage, una infermera que assisteix a Helge Doppler l'any 2019
- Tara Fischer (de) com a amiga de Katharina l'any 1986
- Leopold Hornung (de) com Torben Wöller, agent de policia a l'any 2019
- Tom Jahn (de) com Jürgen Obendorf, pare d'Erik Obendorf
- Anna König (de) com Edda Heimann, patòleg l'any 2019
- Vico Mücke com Yasin Friese, amic d'Elisabeth Doppler l'any 2019
- Barbara Philipp (de) com Selma Ahrens, treballadora social de 1986
- Paul Radom com Erik Obendorf, un jove adolescent comerciant de drogues desaparegut l'any 2019 (és la víctima de la primera desaparició de les que ocorren durant l'any 2019)
- Anton Rubtsov (de) com Benni, o Bernadette, prostituta transsexual l'any 2019
- Anna Schönberg com a infermera Donata, companya de professió d'Ines Kahnwald l'any 1986
- Mieke Schymura (de) com a Oficial Jankowski, agent de policia l'any 2019
- Lea Willkowsky com Jasmin Trewen, secretària de Claudia Tiedemann l'any 1986

### Arbres familiars

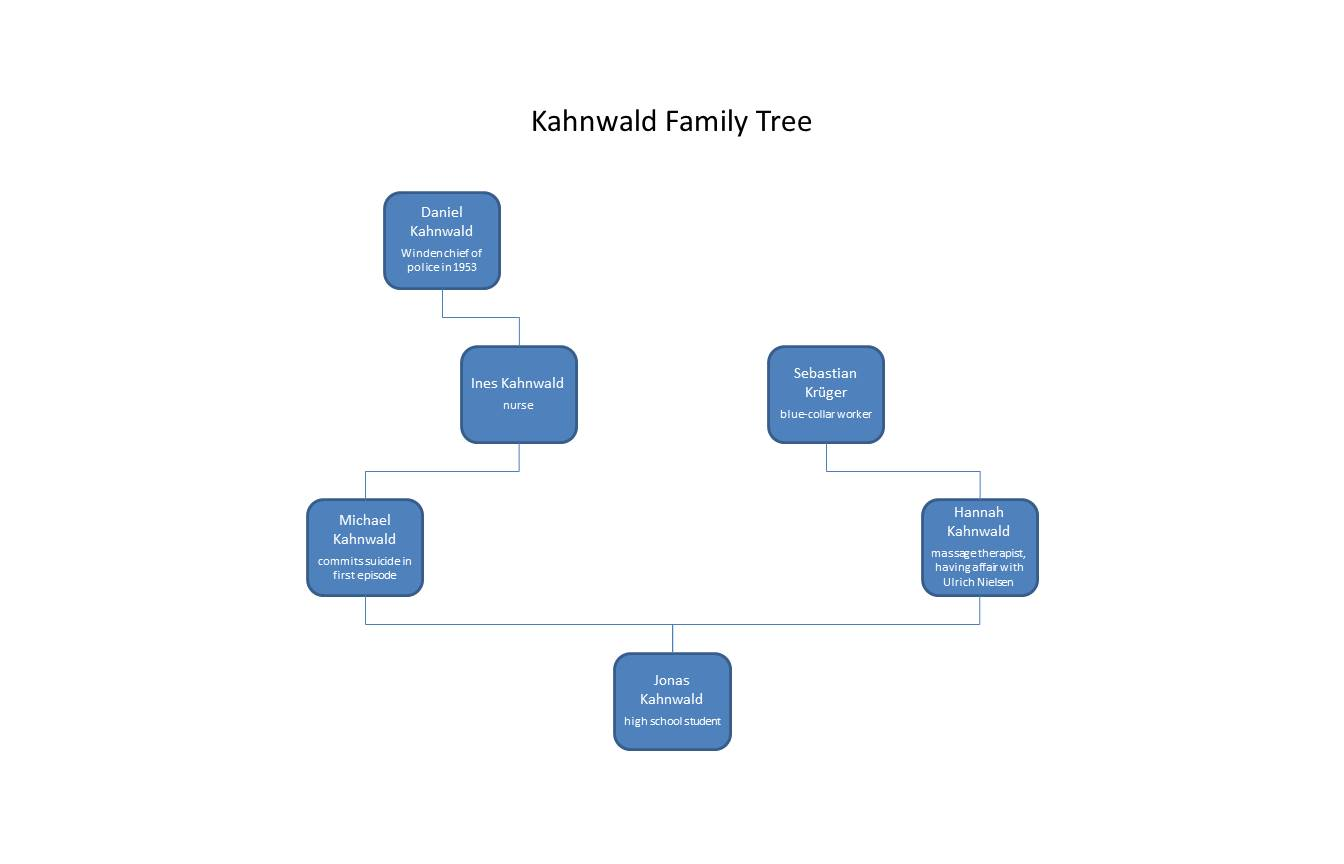
Arbre genealògic de la família Kahnwald

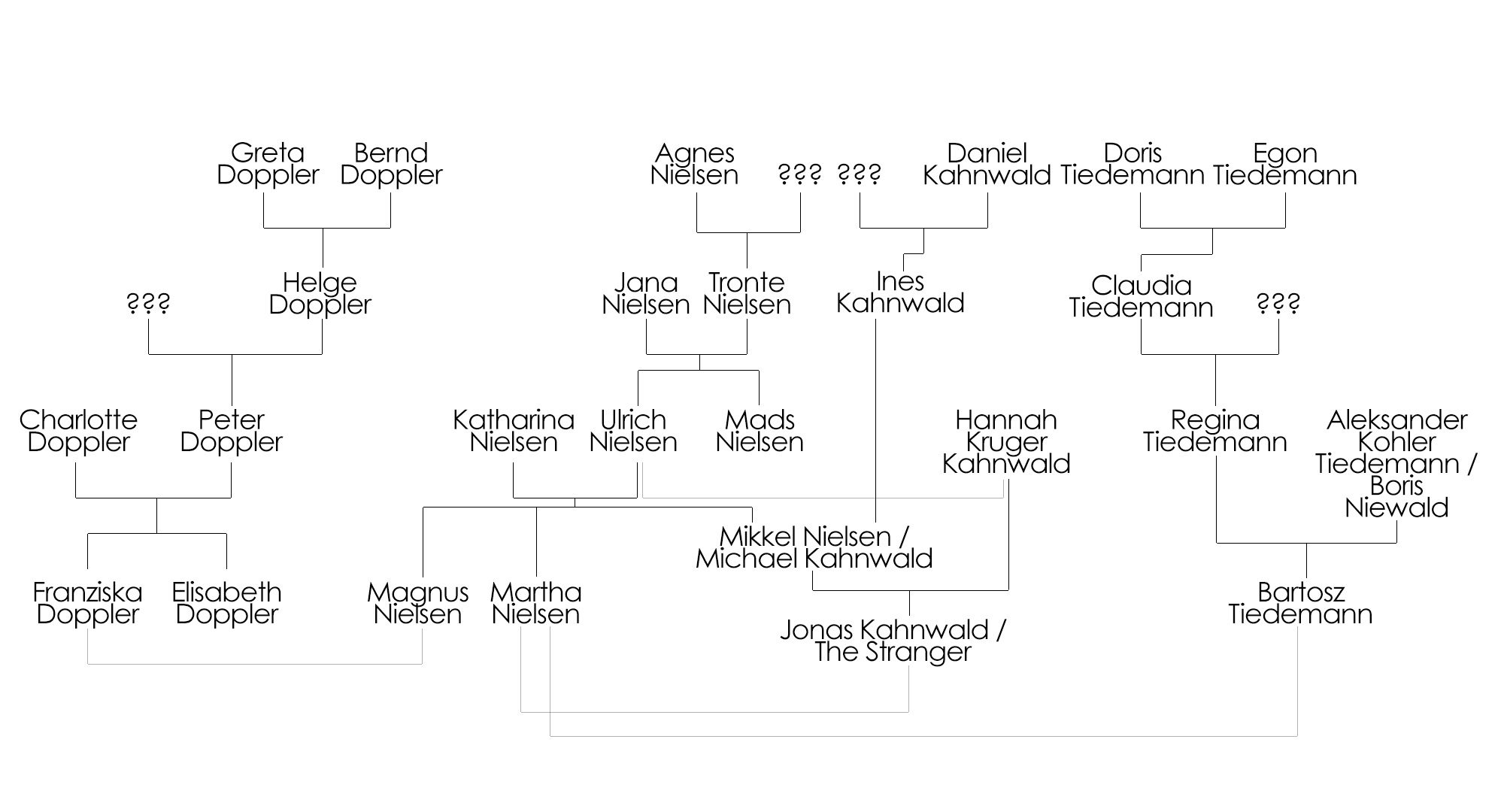
Arbre familiar complet de totes les famílies que protagonitzen la sèrie

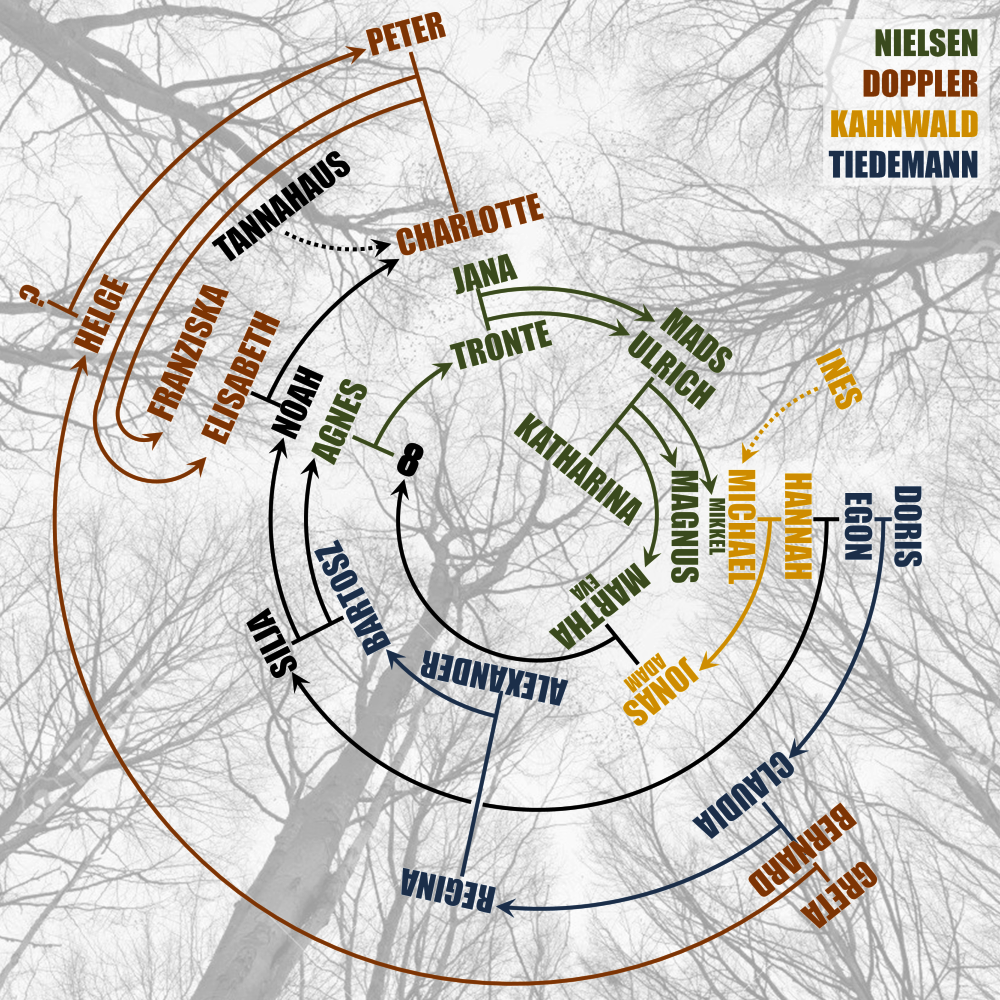
Arbre genealògic circular, temporades 1-3

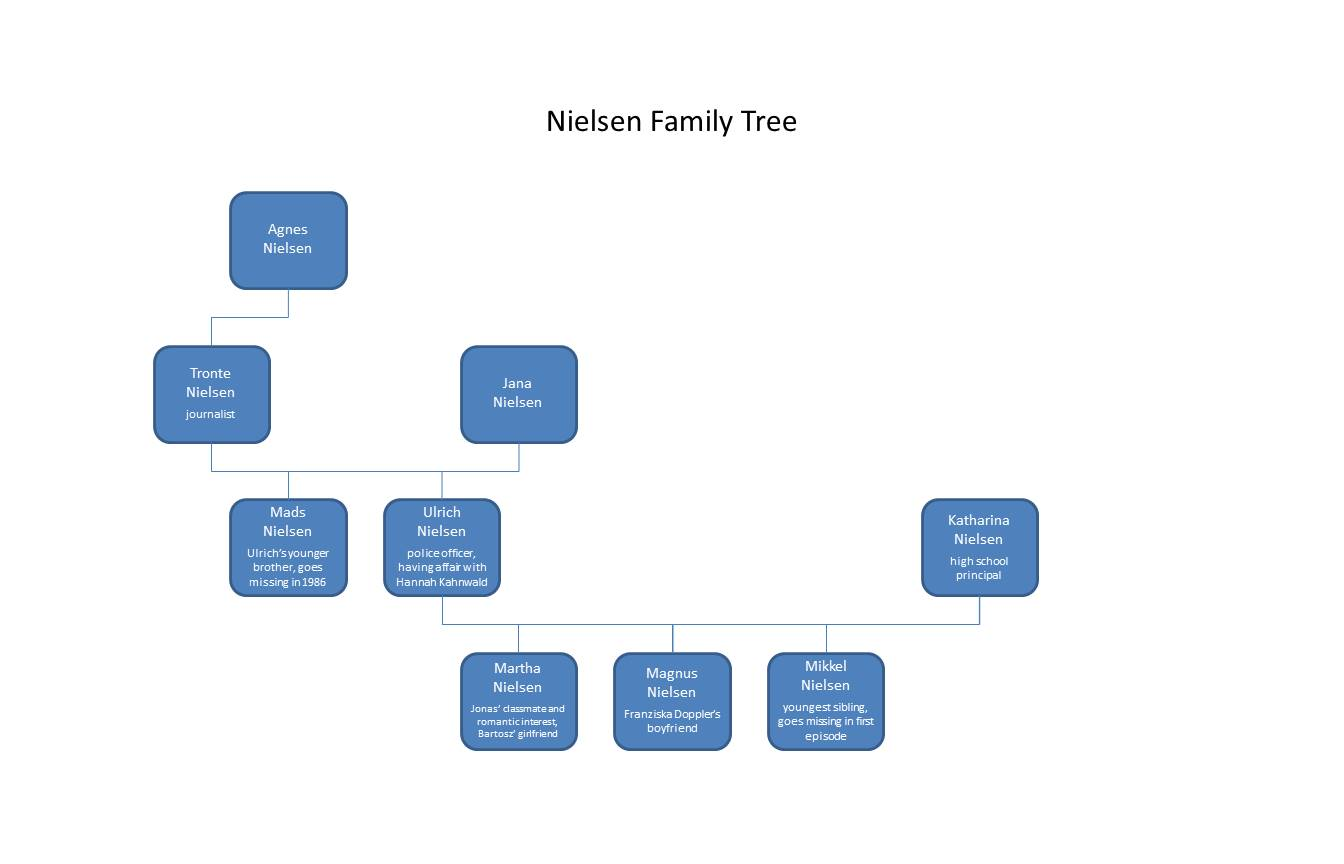
Arbre genealògic de la família Nielsen
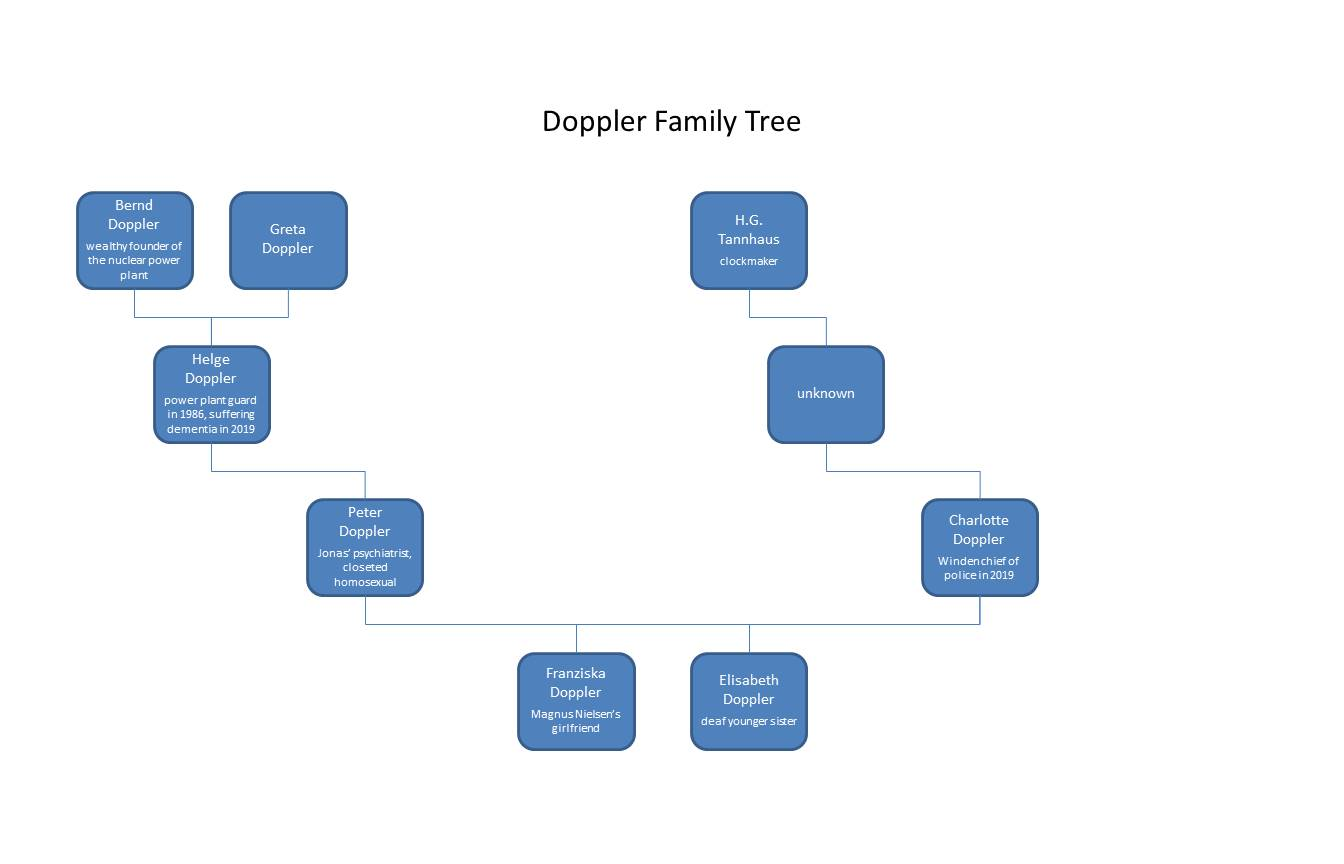
Arbre genealògic de la família Doppler
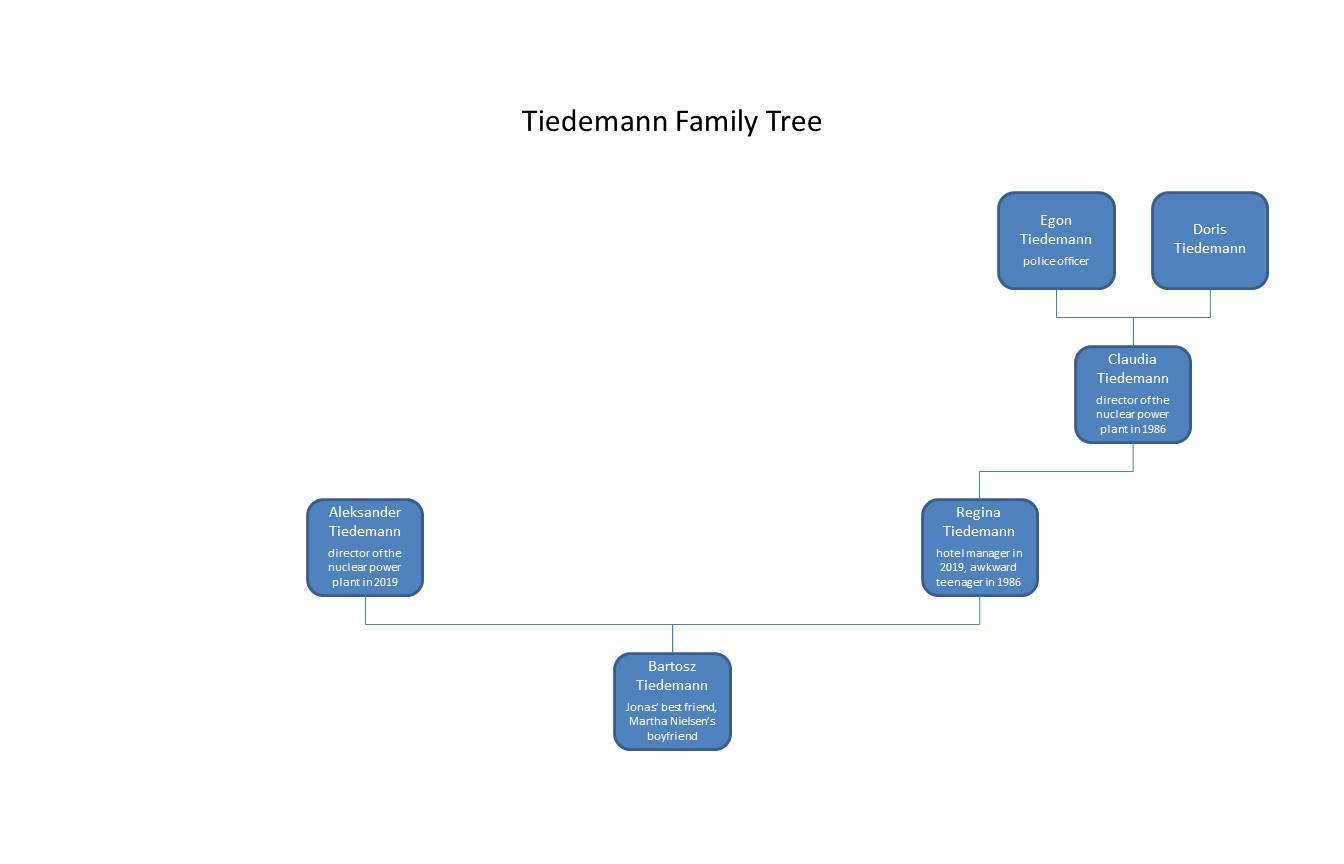
Arbre genealògic de la família Tiedemann

## Producció
El febrer de 2016 Netflix va aprovar la sèrie amb l'anunciament de la seva primera temporada, la qual tindria 10 episodis, cada un d'una hora. La sèrie es va començar a rodar el 18 d'octubre de 2016 i va finalitzar al març de 2017. L'escenari principal va ser Berlín. L'església on es van conèixer en Jonas i la Noah va ser filmada al cementiri de Südwestkirchhof a Stahnsdorf. L'escola secundària és el Reinfelder Schule del barri de Charlottenburg-Wilmersdorf de Berlín. El pont i les vies del tren es van filmar al mig del bosc de Düppeler prop del llac Wannsee.
La sèrie va ser gravada en resolució 4K. És la primera sèrie en alemany originada per Netflix i segueix una tendència de creixement internacional similar a La casa de Papel, d'origen espanyol o Stranger Things, l'èxit americà.
La gravació de la segona temporada va començar el 25 de juny de 2018, a Berlín i va finalitzar el 27 de novembre del mateix any. Finalment, la tercera i última temporada va iniciar el seu rodatge el 24 de juny de 2019, però no es va estrenar fins al 27 de juny de 2020.

## Emissió i llançament
El seu primer llançament va ser a Netflix el 1 de decembre de 2017.
Es va anunciar la segona temporada a la pàgina oficial de Netflix el 26 d'abril de 2019, la qual s'estrenava el 21 de juny del mateix any.
La tercera i última temporada va ser emitida per primer cop el 27 de juny de 2020.